# Göckesmühle

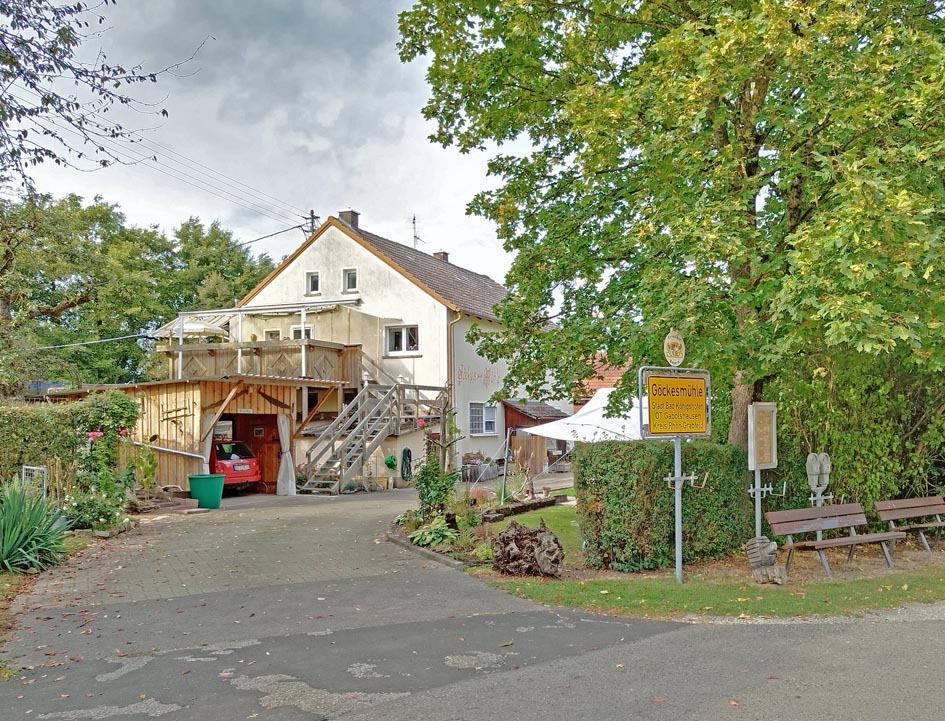
Göckesmühle

Göckesmühle ist ein Gemeindeteil der Stadt Bad Königshofen im Grabfeld im unterfränkischen Landkreis Rhön-Grabfeld in Bayern.

## Lage
Die Wassermühle liegt wenig unterhalb des Dorfes Gabolshausen am rechten Ufer des Aubbachs, eines linken und südlichen Zuflusses der oberen Fränkischen Saale.

## Geschichte
1574 erscheint ein Lehnsnehmer Christoff David Schott in Dokumenten. 1636 ein Fritz Geckes. 1694 gibt es einen Streit zwischen Hans Gerstner und dem „göckesmüller Balthasar Krug“.1726 ist der Bezug von Zins und Handlohn durch den Bischof von Würzburg erwähnt. 